# Alex Alexandrowitsch Bogomolow
Alexander „Alex“ Alexandrowitsch Bogomolow (russisch Александр Александрович Богомолов, englisch Aleksandr Aleksandrovich Bogomolov; auch Alex Bogomolov junior; * 23. April 1983 in Moskau, Russische SSR, Sowjetunion) ist ein ehemaliger US-amerikanisch-russischer Tennisspieler.

## Leben
Bogomolow ist ein Sohn des ehemaligen sowjetischen Tennisspielers und -trainers Alexander Bogomolow. Die Familie zog 1992 nach Miami. Bogomolow war eine Zeit lang Anna Kurnikowas Trainingspartner und 2004 bis 2006 mit der Tennisspielerin Ashley Harkleroad verheiratet. Heute ist er wieder verheiratet und hat einen Sohn.

## Karriere

### Junioren
Alex Bogomolow spielte als Jugendlicher für die United States Tennis Association und gewann 1998 die „USTA National Boys’ 16 Championships“, als er im Finale Andy Roddick besiegte. 2000 war er die Nummer 1 der nationalen Rangliste der U18 Spieler. 2001 gewann er die nationale Meisterschaft der USTA auf Hartplatz. Der Sieg in der U18-Meisterschaft 2001 brachte ihm eine Wildcard für die US Open 2002 ein.

### 2002 bis 2010
Beim ATP Los Angeles 2002 konnte Bogomolow die damalige Nummer 3 der ATP-Weltrangliste Tommy Haas mit 6:4, 6:4 besiegen und scheiterte in der zweiten Runde an Nicolas Kiefer.
Im November 2003 stieg Alex Bogomolow für kurze Zeit erstmals in die Top 100 der Weltrangliste ein. 2005 wurde Bogomolow für eineinhalb Monate suspendiert, weil er bei einem Dopingtest bei den Australian Open positiv auf die Substanz Salbutamol getestet wurde. Die relativ milde Strafe erhielt Bogomolow, weil er nachweisen konnte, die Substanz aus medizinischen Gründen (Asthma) genommen zu haben, aber nicht um die dafür notwendige Ausnahmegenehmigung angesucht hatte. Bogomolow wurden auch die Weltranglistenpunkte für die Australian Open und die folgenden Turniere aberkannt und er musste die gewonnenen Preisgelder zurückerstatten.
Bei den Australian Open 2006 besiegte Bogomolow in der ersten Runden den damals als Nr. 9 gesetzten Fernando González.
Im Juli 2008 gewann Bogomolow die Shotgun-21-Weltmeisterschaft im Tenniscenter von Pacific Palisades mit Siegen über John Isner (Halbfinale) und Philip King im Finale (jeweils mit dem knappen Ergebnis 21:20). Im September 2008 besiegte Bogomolow in Waco mit Bobby Reynolds erstmals seit über zweieinhalb Jahren wieder einen Top-100-Spieler. Nach einer Operation im linken Handgelenk unterbrach Bogomolow seine Karriere und arbeitete in der Tennisakademie Gotham Tennis Academy. Im Mai 2009 nahm Bogomolow seine Wettkampftätigkeit wieder auf. Beim Turnier in Indianapolis im Juli 2009 erreichte Bogomolow das Viertelfinale und konnte unter anderem die damalige Nr. 29 der Weltrangliste Dudi Sela besiegen.

### 2011 bis 2014
Im März 2011 besiegte Bogomolow in der zweiten Runde des Masters-Turniers in Miami die Nummer fünf des Turniers und der Weltrangliste Andy Murray. Im Mai 2011 gelang ihm dann durch Finalteilnahmen bei den Challenger-Turnieren in Sarasota und Prag nach über sieben Jahren der Wiedereinstieg in die Top 100 der Weltrangliste und der Sprung auf seine bislang beste Platzierung, Rang 84. Bei den French Open 2011 verlor er in der dritten Runde der Qualifikation, rückte als Lucky Loser aber ins Hauptfeld auf. Trotz der Niederlage gegen Marcel Granollers konnte Bogomolow ein neues Bestranking (81) erreichen. In Wimbledon erreichte Bogomolow die dritte Runde im Einzel und die zweite Runde im Doppel. Dadurch erreichte Bogomolow abermals ein neues Topranking (66).
Nach der kurzen Rasensaison wechselte Bogomolow wieder in die Vereinigten Staaten, und auf seinen Lieblingsbelag, den Hartplatz. Beim ATP Los Angeles unterlag er erst im Halbfinale dem späteren Sieger Ernests Gulbis. Mit den in Los Angeles errungenen 90 Punkten erreichte Bogomolow Platz 56 im Ranking. Im Doppel konnte Bogomolow das ATP-Turnier von Atlanta mit dem Australier Matthew Ebden das Doppel gewinnen und sein Topranking auf 139 verbessern. Nach dem Erreichen der dritten Runde im Einzel der US Open 2011 und dem Antreten im Doppel mit Ebden erreichte Bogomolow in beiden Ranglisten eine neue beste Platzierung: 40 und 106. Beim Kremlin Cup in Moskau war Bogomolow als Nr. 5 gesetzt und erreichte im Einzel das Viertelfinale, das er gegen den Titelverteidiger und späteren Finalisten Viktor Troicki in drei Sätzen verlor; im Doppel mit Michail Kukuschkin erreichte Bogomolow das Halbfinale, das sie gegen das Duo David Marrero/Carlos Berlocq verloren. Letztendlich war Bogomolow der Spieler, der 2011 den größten Sprung in der Weltrangliste machte, er wurde von der ATP dafür als „Most Improved Player“ ausgezeichnet.
Bogomolow erhielt 2012 die Erlaubnis, für seine Geburtsland Russland zu spielen. Er wurde auch in die russische Davis-Cup-Mannschaft berufen, verlor in seiner ersten Begegnung mit dem Team gegen die österreichische Auswahl, wobei er beide Einzelspiele verlor. Auch im Einzel konnte Bogomolow in den ersten Monaten sein Ranking nicht halten, dafür erreichte er im Doppel mit wechselnden Partnern mehrere Viertelfinals und in Rotterdam das Halbfinale. Sein Topranking im Doppel verbesserte Bogomolow so auf Rang 62 im April 2012.
Anfang 2015 erklärte er aufgrund einer anhaltenden Rückenverletzung sein Karriereende.

## Erfolge
| Legende (Anzahl der Siege)  |
| Grand Slam                  |
| ATP World Tour Finals       |
| ATP World Tour Masters 1000 |
| ATP World Tour 500          |
| ATP World Tour 250          |
| ATP Challenger Tour (15)    |

### Einzel

#### Turniersiege
| Nr. | Datum             | Turnier      | Belag         | Finalgegner      | Ergebnis        |
| --- | ----------------- | ------------ | ------------- | ---------------- | --------------- |
| 1.  | 24. November 2002 | Puebla       | Hartplatz     | Rik De Voest     | 7:62, 6:3       |
| 2.  | 27. April 2003    | León         | Hartplatz     | George Bastl     | 7:64, 6:73, 6:4 |
| 3.  | 17. Mai 2003      | Forest Hills | Hartplatz (i) | Mariano Delfino  | 1:6, 6:1, 6:1   |
| 4.  | 19. Oktober 2003  | Tiburon      | Hartplatz     | Jeff Morrison    | 7:64, 6:3       |
| 5.  | 24. Juli 2005     | Tarzana      | Hartplatz     | Thiago Alves     | 6:3, 6:2        |
| 6.  | 3. Juni 2007      | Carson       | Hartplatz     | Kei Nishikori    | 6:4, 6:3        |
| 7.  | 20. November 2010 | Champaign    | Hartplatz (i) | Amer Delić       | 5:7, 7:66, 6:3  |
| 8.  | 6. März 2011      | Dallas       | Hartplatz (i) | Rainer Schüttler | 7:65, 6:3       |
| 9.  | 14. April 2013    | Guadalajara  | Hartplatz     | Rajeev Ram       | 2:6, 6:3, 6:1   |
| 10. | 12. Mai 2013      | Kunming      | Hartplatz     | Rik De Voest     | 6:3, 4:6, 7:62  |

### Doppel

#### Turniersiege

##### ATP World Tour
| Nr. | Datum         | Turnier | Belag     | Partner       | Finalgegner                    | Ergebnis         |
| --- | ------------- | ------- | --------- | ------------- | ------------------------------ | ---------------- |
| 1.  | 24. Juli 2011 | Atlanta | Hartplatz | Matthew Ebden | Matthias Bachinger Frank Moser | 3:6, 7:5, [10:8] |

##### ATP Challenger Tour
| Nr. | Datum              | Turnier         | Belag     | Partner            | Finalgegner                       | Ergebnis         |
| --- | ------------------ | --------------- | --------- | ------------------ | --------------------------------- | ---------------- |
| 1.  | 20. April 2003     | San Luis Potosí | Sand      | Frédéric Niemeyer  | Markus Hantschk Alexander Peya    | 6:4, 7:65        |
| 2.  | 20. Juli 2003      | Helsinki        | Sand      | Emin Ağayev        | Lassi Ketola Timo Nieminen        | 7:611, 4:6, 6:3  |
| 3.  | 24. Juli 2005      | Tarzana         | Hartplatz | Travis Rettenmaier | Nathan Healey Robert Smeets       | 6:73, 7:67, 6:3  |
| 4.  | 8. Januar 2006     | Nouméa          | Hartplatz | Todd Widom         | Lars Burgsmüller Denis Gremelmayr | 3:6, 6:2, [10:6] |
| 5.  | 20. September 2008 | Waco            | Hartplatz | Dušan Vemić        | Alberto Francis Nicholas Monroe   | 6:4, 5:7, [10:8] |

#### Finalteilnahmen

##### ATP World Tour
| Nr. | Datum              | Turnier | Belag     | Partner     | Finalgegner                     | Ergebnis       |
| --- | ------------------ | ------- | --------- | ----------- | ------------------------------- | -------------- |
| 1.  | 19. September 2004 | Peking  | Hartplatz | Taylor Dent | Justin Gimelstob Graydon Oliver | 6:4, 4:6, 6:76 |